# Isophlebioptera
Sous-ordre
Les Isophlebioptera constituent un sous-ordre éteint d'insectes ailés de l'ordre des odonates. 

## Sous-taxons
- † Euthemistidae
- † Isophlebiida
- † Paragonophlebiidae
- † Parazygoptera
- † Pseudostenolestidae
- † Triassolestidae